# Arquebisbat de Sarajevo
L'arquebisbat de Sarajevo o Vrhbosna (bosnià: Vrhbosanska nadbiskupija o Sarajevska, llatí: Archidioecesis Vrhbosnensis o Seraiensis) és una seu metropolitana de l'Església Catòlica a Bòsnia i Hercegovina. El 2014 tenia 192.467 batejats sobre una població d'1.900.000 habitants. Actualment està regida per l'arquebisbe cardenal Vinko Puljić.

## Territori
L'arxidiòcesi comprèn la part oriental de Bòsnia.
La seu arxiepiscopal és la ciutat de Sarajevo, on es troba la catedral del Sagrat Cor de Jesús.
El territori de la diòcesi s'estén sobre 22.401  km², i està dividit en 155 parròquies.

## Història
En un origen el territori de l'actual arxidiòcesi pertanyia a la jurisdicció de la diòcesi de Sirmio i de l'arxidiòcesi de Salona (avui l'arquebisbat de Split-Makarska).
Després de la invasió dels àvars, la diòcesi de Sirmio perdé importància i el territori bosnià començà a gravitar al voltant de les diòcesis dàlmates.
La diòcesi de Bòsnia va ser erigida el segle xi, i originàriament era sufragània de l'arquebisbat d'Antivari, però vers el 1120 passà a formar part de la província eclesiàstica de Ragusa.
A la segona meitat del segle xii s'inicià la influència dels metropolitans de Kalocsa, que es va fer més forta amb el trasllat de la seu, al voltant del 1250, de Brdo, prop de l'actual Sarajevo, fins a Đakovo a Eslavònia.
El 1463 Bòsnia va caure sota l'ocupació otomana, que el 1537 conquerí Đakovo. L'Església catòlica resistí sobretot gràcies a l'obra dels franciscans, que celebraven en secret i van tenir molts màrtirs entre les seves files. Mentrestant, molts bosnians catòlics emigraren vers l'Ístria i Burgenland; i alguns travessaren l'Adriàtic i s'establiren sobretot a Molise.
El 1735 es restablí la jerarquia catòlica amb l'erecció del vicariat apostòlic de Bòsnia, que estenia la seva jurisdicció sobre tota la regió de Bòsnia i Hercegovina, a excepció dels territoris meridionals, que estaven sotmesos a la seu de Trebinje. El 1846 el vicariat de Bosnia cedí una part del seu territori per tal que s'erigís el vicariat apostòlic d'Hercegovina.
Després que Bòsnia caigués sota l'administració de l'Imperi Austrohongarès el 1878, el vicariat apostòlic va ser elevat al rand d'arxidiòcesi metropolitana pel Papa Lleó XIII mitjançant la butlla Ex hac augusta del 5 de juliol de 1881. Amb aquesta butlla també s'erigien les diòcesis sufragànies de Banja Luka i de Mostar-Tomislavgrad. Aquesta darrera tenia l'origen en l'elevació del vicariat apostòlic d'Hercegovina i el 8 de juliol de 1890 va ser unida a la diòcesi de Trebinje-Mrkan.
La guerra de Bòsnia, que resultà en el setge de Sarajevo, impactà greument sobre l'arxidiòcesi. Després de la guerra, es van haver de reparar moltes esglésies i capelles malmeses. El problema més gran va ser l'èxode de croats, que causà que la població catòlica de la diòcesi caigués a menys de la meitat del que havia estat abans de la guerra, passant de prop de 528.000 persones a només 200.000.

## Cronologia episcopal
- Matija Delivić, O.F.M. † (12 de desembre de 1735 - 14 de novembre de 1740 mort)
- Pavao Dragičević, O.F.M. † (15 de desembre de 1740 - 30 de juny de 1766 renuncià)
- Marijan Bogdanović, O.F.M. † (17 d'agost de 1767 - 20 de novembre de 1772 mort)
- Marko Dobretić, O.F.M. † (12 de desembre de 1772 - 4 d'abril de 1784 mort)
- Augustin Botoš-Okić, O.F.M. † (7 de maig de 1784 - 1798)
- Grgo Ilijić, O.F.M. † (1798 - 1813)
- Augustin Miletić, O.F.M. † (1813 - 1832)
- Rafael Barišić, O.F.M.Obs. † (24 de març de 1832 - 24 de març de 1846 renuncià)
  - Andrea Karačić, O.F.M.Obs. † (1851 ? - 1853 ?) (provicari)
- Marian Šunić, O.F.M.Obs. † (3 d'octubre de 1854 - ?)
- Sebastiano Franković, O.F.M.Obs. † (24 de març de 1861 - ?)
- Paskal Vujcic, O.F.M. † (6 d'agost de 1866 - ?)
- Josip Stadler † (18 de novembre de 1881 - 11 de desembre de 1918 mort)
- Ivan Šarić † (2 de maig de 1922 - 16 de juliol de 1960 mort)
- Marko Alaupović † (7 de setembre de 1960 - 13 de gener de 1970 jubilat)
- Smiljan Franjo Čekada † (13 de gener de 1970 - 18 de gener de 1976 mort)
- Marko Jozinović † (27 de juny de 1977 - 19 d'abril de 1990 renuncià)
- Vinko Puljić, dal 19 de novembre de 1990

## Sants, Beats i Venerables de Sarajevo
- Les Màrtirs de Drina – germanes de la congregació de les Germanes de la Caritat Divina, assassinades per la seva fe a Bòsnia entre el 15 i el 23 de desembre de 1941.
- Josip Stadler, Servent de Déu, el primer arquebisbe modern de Sarajevo i fundador de l'orde de les Serventes de l'Infant Jesús. El procés de la seva canonització començà a Sarajevo el 20 de juny de 2002.
- Petar Barbarić, Servent de Déu, seminarista jesuïta

## Estadístiques
A finals del 2014, la diòcesi tenia 192.467 batejats sobre una població d'1.900.000 persones, equivalent al 10,1% del total.
| any  | població | població  | població | sacerdots | sacerdots       | sacerdots       | sacerdots             | diaques | religiosos | religiosos | parroquies |
| ---- | -------- | --------- | -------- | --------- | --------------- | --------------- | --------------------- | ------- | ---------- | ---------- | ---------- |
| any  | batejats | total     | %        | total     | clergat secular | clergat regular | batejats por sacerdot | diaques | homes      | dones      |            |
| 1950 | 352.000  | 1.225.000 | 28,7     | 272       | 113             | 159             | 1.294                 |         | 228        | 605        | 108        |
| 1969 | 431.000  | 1.940.000 | 22,2     | 241       | 81              | 160             | 1.788                 |         | 169        | 273        | 108        |
| 1980 | 456.462  | 2.249.266 | 20,3     | 313       | 125             | 188             | 1.458                 |         | 266        | 371        | 128        |
| 1990 | 527.610  | 2.579.436 | 20,5     | 318       | 135             | 183             | 1.659                 |         | 252        | 221        | 138        |
| 1999 | 209.506  | 1.750.000 | 12,0     | 302       | 120             | 182             | 693                   |         | 244        | 224        | 147        |
| 2000 | 201.567  | 1.800.000 | 11,2     | 312       | 124             | 188             | 646                   |         | 251        | 237        | 147        |
| 2001 | 210.140  | 1.800.000 | 11,7     | 315       | 132             | 183             | 667                   |         | 251        | 247        | 147        |
| 2002 | 215.025  | 1.900.000 | 11,3     | 328       | 138             | 190             | 655                   |         | 247        | 248        | 147        |
| 2003 | 217.921  | 1.900.000 | 11,5     | 325       | 140             | 185             | 670                   |         | 241        | 243        | 147        |
| 2004 | 215.482  | 1.950.000 | 11,1     | 324       | 140             | 184             | 665                   |         | 240        | 249        | 148        |
| 2010 | 198.012  | 1.960.000 | 10,1     | 346       | 165             | 181             | 572                   |         | 236        | 256        | 151        |
| 2014 | 192.467  | 1.900.000 | 10,1     | 332       | 152             | 180             | 579                   |         | 220        | 250        | 155        |